# Diocesi di Versailles

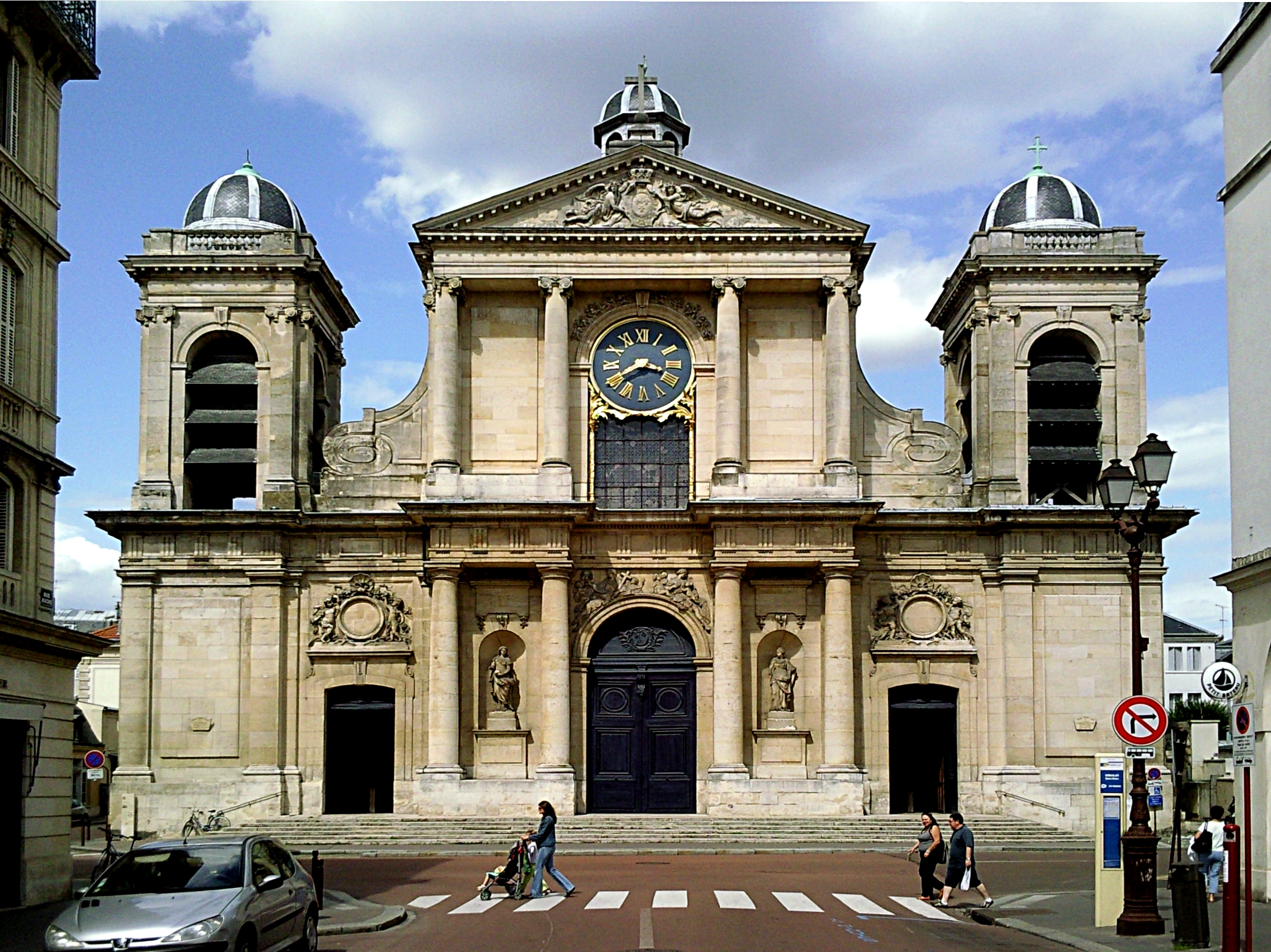
La chiesa Notre-Dame è la più antica chiesa di Versailles, consacrata nel 1686. Era la parrocchia del palazzo reale; gli archivi parrocchiali hanno conservato gli atti di battesimo, di matrimonio e di decesso dei membri della famiglia reale.

La diocesi di Versailles (in latino Dioecesis Versaliensis) è una sede della Chiesa cattolica in Francia suffraganea dell'arcidiocesi di Parigi. Nel 2022 contava 929 000 battezzati su 1 441 398 abitanti. È retta dal vescovo Luc Crepy, C.I.M.

## Territorio
La diocesi comprende il territorio del dipartimento francese degli Yvelines, eccetto i comuni di Bonnelles e Sainte-Mesme (che appartengono alla diocesi di Évry-Corbeil-Essonnes).
Sede vescovile è la città di Versailles, dove si trova la cattedrale di San Luigi.
Il territorio si estende su 2271 km² ed è suddiviso in 65 parrocchie, raggruppate in 12 decanati.

## Istituti religiosi
- Agostiniani dell'Assunzione
- Ancelle del Sacro Cuore di Gesù
- Ausiliatrici delle anime del Purgatorio
- Benedettine del Sacro Cuore di Montmartre
- Canonichesse di Sant'Agostino della Congregazione di Nostra Signora
- Carmelitane
- Comunità San Francesco Saverio
- Compagnia di Gesù
- Congregazione del ritiro
- Congregazione di Gesù e Maria
- Figlie del Buon Salvatore
- Figlie della carità di San Vincenzo de' Paoli
- Figlie della Croce, Suore di Sant'Andrea
- Francescane missionarie di Nostra Signora
- Fraternità sacerdotale San Pietro
- Istituto di Cristo Re Sommo Sacerdote
- Istituto Id di Cristo Redentore
- Oblate dell'Assunzione religiose missionarie
- Piccole sorelle dei poveri
- Piccole suore dell'Assunzione
- Religiose agostiniane del Sacro Cuore di Maria
- Suore apostoliche di San Giovanni
- Suore del Sacro Cuore di Gesù
- Suore della carità di Santa Giovanna Antida Thouret
- Suore della Divina Provvidenza
- Suore della Provvidenza di Pommeraye
- Suore della Sacra Famiglia di Bordeaux
- Suore di Nostra Signora dell'assistenza materna
- Suore di Nostra Signora del Ritiro al Cenacolo
- Suore di San Benedetto Labre
- Suore di San Giuseppe dell'Apparizione
- Suore di San Tommaso di Villanova
- Suore ospedaliere di San Paolo

## Storia
La diocesi è stata eretta il 29 novembre 1801, a seguito del concordato, con la bolla Qui Christi Domini di papa Pio VII. Suffraganea dell'arcidiocesi di Parigi, inizialmente comprendeva due dipartimenti francesi, quello della Seine-et-Oise e quello dell'Eure-et-Loir, per l'annessione del territorio della diocesi di Chartres, contestualmente soppressa. 
Il primo vescovo legittimo di Versailles, Louis Charrier de la Roche, in carica dal 1802 al 1827, era stato consacrato vescovo costituzionale nel 1791 per la Seine-Inférieure, con sede a Rouen, poiché aveva inizialmente appoggiato la costituzione civile del clero voluta dai rivoluzionari, ma poi si pentì ed ottenne di essere assolto dal pontefice per la sua consacrazione illegittima tramite il cardinale Giovanni Battista Caprara; fu così che, in seguito al nuovo concordato, fu nominato primo vescovo della nuova diocesi su indicazione di Napoleone.
Il 6 ottobre 1822 la diocesi di Chartres fu ristabilita, ricavandone il territorio dalla diocesi di Versailles. Il territorio diocesano fu dunque ridotto al solo dipartimento della Seine-et-Oise, che si componeva di porzioni considerevoli delle antiche diocesi di Parigi, di Chartres, di Rouen e di Sens e di qualche cantone preso alle diocesi di Beauvais, di Senlis e di Évreux.
Fu eretta a cattedrale diocesana la chiesa di San Luigi, edificata a partire dal 1743 e consacrata nell'agosto del 1754. In questa chiesa il primo vescovo di Versailles, Louis Charrier de La Roche, aveva accolto nel 1805 papa Pio VII, venuto a Versailles per incoronare imperatore Napoleone I.
Il vescovo Étienne-Jean-François Borderies dotò la diocesi di un catechismo e uniformò la liturgia a quella romana. Il suo successore, Louis-Marie-Edmont Blanquart de Bailleul, istituì il seminario e riconsacrò la cattedrale nel 1843. Jean-Nicaise Gros indisse il primo sinodo diocesano e stabilì i corsi di formazione per i sacerdoti, le cosiddette conférences ecclésiastiques; creò una casa di riposo per i preti anziani e rese obbligatoria in tutta la diocesi la liturgia romana; stabilì inoltre l'adorazione perpetua e l'opera della propagazione della fede.
A seguito della riorganizzazione amministrativa della regione parigina, il 9 ottobre 1966 Versailles cedette larghe porzioni del suo territorio a vantaggio dell'erezione delle diocesi di Corbeil, di Créteil, di Nanterre, di Pontoise e di Saint-Denis; contestualmente il territorio diocesano fu ridotto a quello del nuovo dipartimento degli Yvelines.

## Cronotassi dei vescovi
Si omettono i periodi di sede vacante non superiori ai 2 anni o non storicamente accertati.
- Louis Charrier de La Roche † (9 maggio 1802 - 17 marzo 1827 deceduto)
- Étienne-Jean-François Borderies † (25 giugno 1827 - 4 agosto 1832 deceduto)
- Louis-Marie-Edmont Blanquart de Bailleul † (17 dicembre 1832 - 17 giugno 1844 nominato arcivescovo di Rouen)
- Jean-Nicaise Gros † (17 giugno 1844 - 13 dicembre 1857 deceduto)
- Jean-Pierre Mabile † (15 marzo 1858 - 8 maggio 1877 deceduto)
- Pierre-Antoine-Paul Goux † (21 settembre 1877 - 29 aprile 1904 deceduto)
- Charles-Henri-Célestin Gibier † (21 febbraio 1906 - 3 aprile 1931 deceduto)
- Benjamin-Octave Roland-Gosselin † (3 aprile 1931 succeduto - 12 aprile 1952 dimesso[3])
- Alexandre-Charles-Albert-Joseph Renard † (19 agosto 1953 - 28 maggio 1967 nominato arcivescovo di Lione)
- Louis-Paul-Armand Simonneaux † (30 settembre 1967 - 4 giugno 1988 dimesso)
- Jean-Charles Thomas † (4 giugno 1988 succeduto - 11 gennaio 2001 dimesso)
- Éric Aumonier (11 gennaio 2001 - 17 dicembre 2020 dimesso)
- Luc Crepy, C.I.M., dal 6 febbraio 2021

## Statistiche
La diocesi nel 2022 su una popolazione di 1 441 398 persone contava 929 000 battezzati, corrispondenti al 64,5% del totale.
| anno | popolazione | popolazione | popolazione | presbiteri | presbiteri | presbiteri | presbiteri                | diaconi | religiosi | religiosi | parrocchie |
| anno | battezzati  | totale      | %           | numero     | secolari   | regolari   | battezzati per presbitero | diaconi | uomini    | donne     | parrocchie |
| ---- | ----------- | ----------- | ----------- | ---------- | ---------- | ---------- | ------------------------- | ------- | --------- | --------- | ---------- |
| 1950 | 1 000 000   | 1 500 000   | 66,7        | 926        | 805        | 121        | 1 079                     |         | 1 000     | 2 500     | 587        |
| 1970 | 600 000     | 853 386     | 70,3        | 465        | 370        | 95         | 1 290                     |         | 95        | 1 100     | 256        |
| 1980 | 1 039 000   | 1 094 000   | 95,0        | 406        | 315        | 91         | 2 559                     | 5       | 96        | 900       | 269        |
| 1990 | 1 210 000   | 1 212 539   | 99,8        | 334        | 246        | 88         | 3 622                     | 18      | 95        | 745       | 268        |
| 1999 | 906 000     | 1 342 000   | 67,5        | 295        | 234        | 61         | 3 071                     | 40      | 61        | 637       | 269        |
| 2000 | 850 000     | 1 351 000   | 62,9        | 278        | 218        | 60         | 3 057                     | 46      | 60        | 637       | 269        |
| 2001 | 800 000     | 1 351 000   | 59,2        | 277        | 217        | 60         | 2 888                     | 44      | 60        | 637       | 269        |
| 2002 | 800 000     | 1 352 141   | 59,2        | 276        | 216        | 60         | 2 898                     | 49      | 61        | 420       | 269        |
| 2003 | 800 000     | 1 352 141   | 59,2        | 267        | 212        | 55         | 2 996                     | 50      | 56        | 410       | 269        |
| 2004 | 800 000     | 1 352 141   | 59,2        | 242        | 204        | 38         | 3 305                     | 52      | 39        | 320       | 288        |
| 2010 | 700 000     | 1 394 266   | 50,2        | 229        | 193        | 36         | 3 056                     | 60      | 36        | 275       | 287        |
| 2014 | 935 000     | 1 441 147   | 64,9        | 228        | 202        | 26         | 4 100                     | 48      | 26        | 145       | 287        |
| 2017 | 913 449     | 1 405 306   | 65,0        | 204        | 182        | 22         | 4 477                     | 47      | 23        | 243       | 286        |
| 2020 | 926 900     | 1 438 266   | 64,4        | 209        | 180        | 29         | 4 434                     | 58      | 29        | 236       | 66         |
| 2022 | 929 000     | 1 441 398   | 64,5        | 204        | 176        | 28         | 4 553                     | 67      | 36        | 189       | 65         |